# Casa-fàbrica Ramoneda
La casa-fàbrica Ramoneda és un conjunt d'edificis situats als carrers de Sant Pere Més Alt, 43-45 i de Trafalgar, 36 de Barcelona, del que el darrer està catalogat com a bé amb elements d'interès (categoria C).

## Història i descripció
El 1841, el fabricant de filats i estampats de cotó Rafael Ramoneda i Farell va adquirir en subhasta pública la finca núm. 43 (antic 61) del carrer de Sant Pere Més Alt, i la va fer reedificar. El 1846 va adquirir la del núm. 45, i tot seguit va demanar permís per a instal·lar una màquina de vapor de 35 a 40 CV, segons els plànols del mestre d'obres Jeroni Granell i Barrera, que incloïen la unificació de les dues finques, que no es va dur a terme. El 1847, ocupava el càrrec de vocal de la Comissió de Fàbriques, i segons les «Estadístiques» del 1850, la seva fàbrica de teixits tenia 90 telers mecànics i 77 operaris; i la filatura, una màquina de vapor de 40 CV, 33 màquines de preparació, 1.740 fusos de mule-jennies, 576 de contínues i 1.212 de selfactines, amb 69 operaris.
Els seus fills Rafael, Miquel, Pere i Josep Ramoneda i Matas van muntar una fàbrica destinada al cicle complet del cotó (filatura, teixidura i estampació) a Cornellà, moguda per una roda hidràulica, sota el nom social de Rafael Ramoneda i Germans: «Alta de San Pedro, 43, R. Ramoneda y hermanos. Fábrica de hilados y tejidos de algodon estampados. Indianas; retores; guineas; lutos; cusolíes pintados; madapolan; calés; hamburgos; entrefinas; irlandesas; merinos; blavetes; mecánicos; percalinas lisas y labradas y lienzos de hilo puro de la fábrica de Cornellá.», que el 1860 es van presentar a l'Exposició Industrial de Barcelona. El 1868, la fàbrica de Cornellà, juntament amb la maquinària i una masia propera, van sortir a subhasta pública, i el 1870 van ser adjudicades a Josep Rosés i Ricart i Josep Masriera i Vidal.
En aquesta època, les instal·lacions del carrer de Sant Pere Més Alt eren llogades a les fàbriques de mocadors d'Asbert i Cia: «fábrica de tejidos de seda, lana y algodon. Variado surtido de pañolería de varias clases; telas para ornamentación de iglesias y otros usos, como tisús de oro y plata, tapicerías, damascos, mues, lamas y toda clase de telas para dicho objeto. Espediciones á todos puntos, c. Alta S. Pedro, 45.», i de Comas i Nebots: «fábrica de tejidos de seda, lana y algodon, en pañuelos crespón de todas clases y anchos; de batista pintados y de merino, lisos y bordados, de 6, 7 y 9,4. Espedicion á todos puntos. Alta de S. Pedro, 43.» Posteriorment, s'hi instal·là la fàbrica de teixits de cotó i mescla de Cañellas i Cia: «Calle Alta de S. Pedro, 43, y Trafalgar, 36. Barcelona. Especialidad en tartanes, pañuelos, patenes superiores, mezclillas, mallorcas, arabias y brudetes, así como también los propios para Ultramar, como creas, crehuelas, driles, etc., etc. Espediciones á Provincias y Ultramar.»

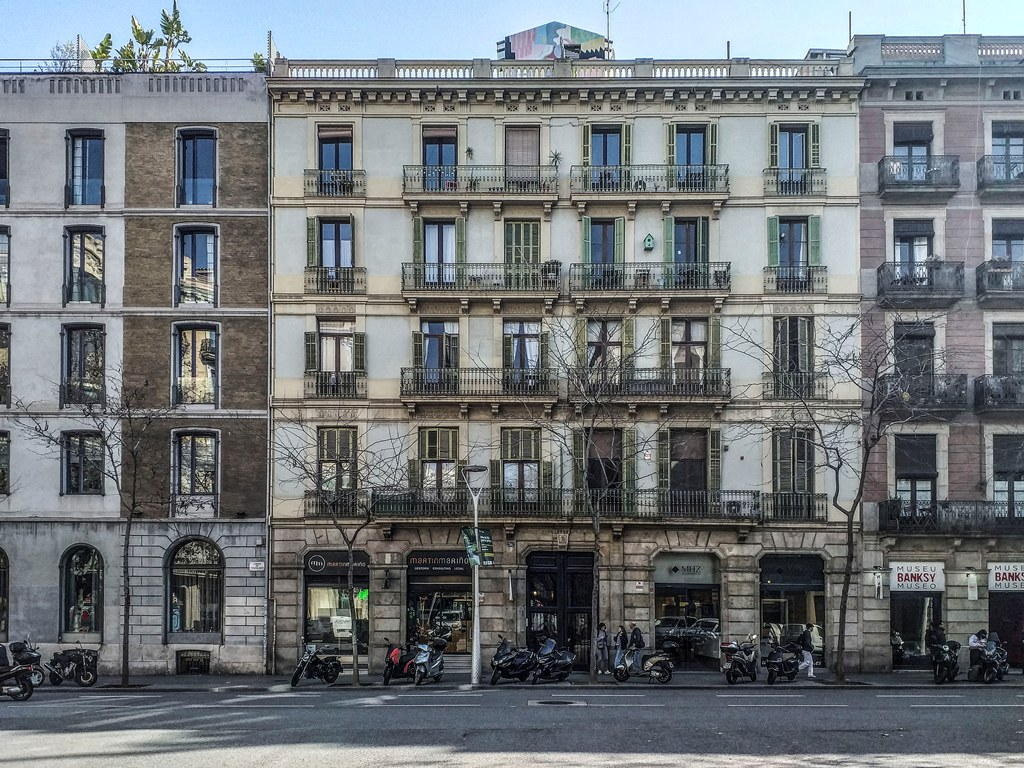
Façana del carrer de Trafalagar

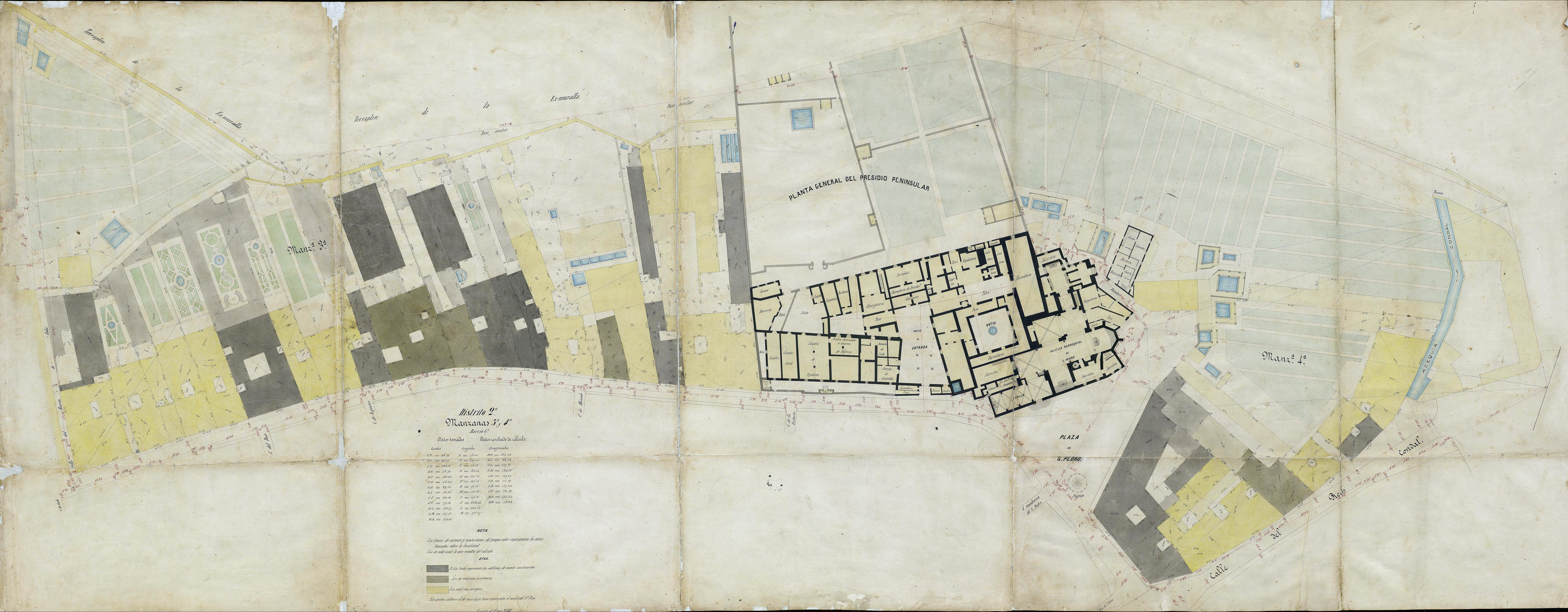
Quarteró núm. 40 de Garriga i Roca (c. 1860)

Mentrestant, Ramon Ramoneda i Farell va morir el 23 de maig del 1854, i segons la divisió dels seus béns, el seu fill Ramon Ramoneda i Matas es va quedar amb la finca del núm. 43, i el seu germà Miquel amb la del núm. 45. El 1870, Rafael li va comprar una parcel·la procedent de l'enderrocament de les muralles al carrer de Trafalgar, i l'any següent, una altra a Josepa Payés i Giralt, propietària del núm. 47, i el 1873, hi va fer construir un edifici segons el projecte del mestre d'obres Antoni Robert i Morera. A la seva mort el 1884, la propietat va ser heretada pel seu nebot Rafael Ramoneda i Holder, fill de Miquel Ramoneda i Matas i soci de la Cambra de Comerç. El seu germà Alfredo era enginyer industrial i tenia el despatx al carrer del Bruc, 8.